# Карасуский район
Карасу́ский райо́н (каз. Қарасу ауданы) — административно-территориальная единица на востоке Костанайской области Казахстана. Административный центр района — село Карасу.

## Физико-географическая характеристика
Карасуский район расположен на востоке Костанайской области. Район граничит с Северо-Казахстанской и Акмолинской областями, а также Сарыкольским, Аулиекольским, Алтынсаринским, Наурзумским районами Костанайской области. Площадь территории составляет 12,8 тыс. км², в том числе площадь сельхозугодий — 9,56 тыс. км² (956 230 га).

### Рельеф
Территория района находится в зоне рискованного земледелия. По почвенно-климатическим условиям подразделяется на 2 почвенно-климатические зоны, в которых преобладает чернозёмы южный и тёмно-каштановый обыкновенный. Растут ковыль, типчак, полынь; присутствуют берёзово-осиновые колки. Обитают волк, лисица, заяц, барсук, сурок, суслик; из птиц — журавли, жаворонок, утка, лебедь. Территория района занимает северо-восточную часть Тургайского плато, обладающую холмисторавнинным рельефом.

### Климат
Климат резко континентальный и крайне засушливый. Зима продолжительная с сильными ветрами и метелями, лето жаркое и сухое. Среднегодовое количество осадков составляет 250—350 мм с большими колебаниями. Вегетационный период — 150—175 суток. Средние температуры января составляют −17 — −18 °C, июля — 19-21 °C.

### Гидрография
В районе насчитываются 8 озёр (Кушмурун, Койбагар, Тюнтюгур, Жаншура, Алабота, Биесойган, Тенизколь, Жекеколь), 11 рек (Убаган, Кундызды, Тюнтюгур, Карасу, Койбагар, Бутак, Карамырза, Айдарлы, Дамды, Каратеке, Теректы).

## История
Район был образован 16 октября 1939 года за счёт разукрупнения Убаганского района (ныне Алтынсаринский район). В его состав вошли Елтайский, Козубайский, Карасуский, Святогорский, Черняевский сельские советы и сельские советы при Карасуском, Кушмурунском, Убаганском мясосовхозах.
В 1954 году район начал стремительно развиваться на благо и нужды целины — масштабного проекта по освоению нетронутых, плодородных земель Северного Казахстана, начатого в 1954 году с подачи первого секретаря ЦК КПСС Н. С. Хрущёва.
В августе 1997 года к Карасускому району была присоединена территория упразднённого Октябрьского района бывшей Тургайской области.

## Население
| Численность населения | Численность населения | Численность населения | Численность населения | Численность населения | Численность населения | Численность населения | Численность населения | Численность населения | Численность населения | Численность населения | Численность населения |
| 1959                  | 1970                  | 1979                  | 1989                  | 1999                  | 2000                  | 2001                  | 2002                  | 2003                  | 2004                  | 2005                  | 2006                  |
| --------------------- | --------------------- | --------------------- | --------------------- | --------------------- | --------------------- | --------------------- | --------------------- | --------------------- | --------------------- | --------------------- | --------------------- |
| 25 240                | ↗31 191               | ↘30 820               | ↘30 337               | ↗37 360               | ↘35 991               | ↘35 238               | ↘34 427               | ↘33 369               | ↘32 683               | ↘31 962               | ↘31 347               |
| 2007                  | 2008                  | 2009                  | 2010                  | 2011                  | 2012                  | 2013                  | 2014                  | 2015                  | 2016                  | 2017                  | 2018                  |
| ↘30 826               | ↘30 114               | ↘29 292               | ↘29 003               | ↘28 710               | ↘28 319               | ↘27 886               | ↘27 685               | ↘27 240               | ↘26 822               | ↘26 483               | ↘25 834               |
| 2019                  | 2020                  | 2021                  | 2022                  | 2023                  | 2024                  |                       |                       |                       |                       |                       |                       |
| ↘25 258               | ↘24 668               | ↘24 178               | ↘21 059               | ↘20 545               | ↘20 046               |                       |                       |                       |                       |                       |                       |

Национальный состав (на начало 2019 года):
- русские — 10 678 чел. (42,28 %)
- казахи — 7198 чел. (28,50 %)
- украинцы — 3041 чел. (12,04 %)
- белорусы — 1141 чел. (4,52 %)
- немцы — 1123 чел. (4,45 %)
- татары — 503 чел. (1,99 %)
- молдаване — 301 чел. (1,19 %)
- чеченцы — 204 чел. (0,81 %)
- башкиры — 137 чел. (0,54 %)
- удмурты — 138 чел. (0,55 %)
- мордва — 82 чел. (0,32 %)
- азербайджанцы — 87 чел. (0,34 %)
- чуваши — 80 чел. (0,32 %)
- армяне — 55 чел. (0,22 %)
- поляки — 51 чел. (0,20 %)
- корейцы — 49 чел. (0,19 %)
- ингуши — 33 чел. (0,13 %)
- другие — 357 чел. (1,41 %)
- Всего — 25 258 чел. (100,00 %)

На территории района проживает 29 национальностей.
Плотность населения — 0,4 человека на 1 км².

## Административно-территориальное деление
В состав района входит 12 сельских округов и 7 сёл, приравненных к сельскому округу (в целом представляющих 49 сельских населённых пунктов):
| Сельский округ                 | Сёла                                                          |
| Айдарлинский сельский округ    | Айдарлы, Степное, Герцено, Дружба                             |
| Белорусский сельский округ     | Амангельды, Целинное                                          |
| Карасуский сельский округ      | Карасу, Восток, Майское, Жумагул, Тюнтюгур                    |
| Село Жалгыскан                 | Жалгыскан                                                     |
| Село Жамбыл                    | Жамбыл                                                        |
| Железнодорожный сельский округ | Железнодорожное, Теректы, Жекеколь, Братское, Куленсай        |
| Ильичевский сельский округ     | Комсомольское, Кызкеткен                                      |
| Карамырзинский сельский округ  | Карамырза, Кошевое, Суйгенсай, Молодёжное                     |
| Село Койбагар                  | Койбагар                                                      |
| Люблинский сельский округ      | Люблинка, Корниловка, Симферополь, Носовка                    |
| Село Новопавловка              | Новопавловка                                                  |
| Новосёловский сельский округ   | Новосёловка, Кундузда                                         |
| Село Октябрьское               | Октябрьское                                                   |
| Село Павловское                | Павловское                                                    |
| Ушаковский сельский округ      | Ушаково, Заря, Панфилово                                      |
| Целинный сельский округ        | Целинное, Прогресс                                            |
| Челгашинский сельский округ    | Челгаши, Жаныспай                                             |
| Черняевский сельский округ     | Ленино, Зеленовка, Черняевка, Маршановка, Белозёрка, Тучковка |

## Экономика
Основное направление деятельности сельхозпредприятий — земледелие (пшеница, ячмень, овёс). В районе имеется племзавод по разведению крупно-рогатого скота казахской белоголовой породы (создана на основе породы герефорд и местной степной породы). Данная порода отличается высоким качеством «мраморного» мяса. Статус госплемзавода получен в 1995 году (раннее — совхоз «Ключевой»). В 90-е годы, в период «оптимизации», когда ряд крупных хозяйств перестал существовать, генофонд казахской белоголовой породы в Казахстане был сохранён полностью именно в ТОО «Ключевое» (правопреемник госплемзавода «Ключевой») благодаря усилиям директора ТОО Умарова К. Т. На сегодня в хозяйстве в сотрудничестве с Казахстанским НИИ выведена своя племенная породная линия «Макета». Кроме «Ключевого», разведением казахской белоголовой породы на сегодняшний день в Костанайской области занимается ТОО «Караман» (Карасуский район) и ряд других небольших хозяйств.
Район пересекают дороги республиканского значения протяженностью 81 км. Дороги общего пользования — 656,3 км.

## Культура
В районе находятся 23 памятника археологии местного значения.